# Marcelo Pereira Peralta
Marcelo Alejandro Pereira Peralta (Coquimbo, 17 de enero de 1982)  es un médico y político chileno. Fue alcalde de Coquimbo entre 2016 y 2020. Es hijo de Oscar Pereira, quien ejerció el mismo cargo entre 2006 y 2012. 

## Carrera política
Su carrera política comenzó en 2016, cuando el Partido Demócrata Cristiano realizó una primaria en Coquimbo para definir quien sería el candidato a alcalde del partido en las elecciones municipales a realizarse en octubre de ese año. En esa ocasión, Pereira venció en las urnas a la por entonces máxima autoridad comunal, Cristian Galleguillos, obteniendo un 53,70%.  En las elecciones municipales obtuvo 20.437 votos, lo que equivale a un 52,61% del total. Así, Pereira fue electo como alcalde de Coquimbo, asumiendo el 6 de diciembre de 2016. 
Para las elecciones municipales de 2021, Pereira decidió ir por la reelección, sin embargo, obtuvo solo 8.084 votos, un 12.72% del total. El sillón alcaldicio ahora sería ocupado por Alí Manouchehri, quien durante su campaña cuestionó a Marcelo Pereira por su gestión a cargo de la comuna de Coquimbo. 
El período de Pereira estuvo marcado por diversas polémicas, incluida una denuncia por acoso por parte de una funcionaria de la Municipalidad, así como también una querella presentada por el alcalde Manouchehri por los delitos de malversación de caudales públicos y fraude al fisco.   

## Historial electoral
| Año  | Tipo                            | Territorio | Pacto                  | Partido | Votos  | %     | Resultado |
| ---- | ------------------------------- | ---------- | ---------------------- | ------- | ------ | ----- | --------- |
| 2016 | Primarias municipales a alcalde | Coquimbo   | Nueva Mayoría          | Ind.    | 6 966  | 53.70 | Nominado  |
| 2016 | Municipales a alcalde           | Coquimbo   | Nueva Mayoría          | Ind.    | 20 437 | 52.61 | Alcalde   |
| 2021 | Municipales a alcalde           | Coquimbo   | Unidos por la Dignidad | PDC     | 8 084  | 12.72 | No electo |